# Космо (Marvel Comics)
Космо (англ. Cosmo), также известный как Космическая собака Космо (англ. Cosmo the Spacedog) — персонаж, появляющийся в комиксах издательства Marvel Comics. Космо, советская собака-телепат, является начальником службы безопасности станции Забвение (Знамогде) и членом Стражей Галактики. Соперничает с Доктором Стрэнджем.

## История публикации
Персонаж был создан Дэном Абнеттом и Энди Ланнингом в качестве отсылки на Лайку и впервые появился в Nova vol. 4 # 8.

## Биография
Космо был подопытным животным советской космической программы. Он был запущен на орбиту Земли в рамках эксперимента, но в 1960-х годах он вылетел в космос, прибыл на Забвение и в какой-то момент подвергся мутации, в конце концов он стал начальником службы безопасности станции. Космо встретил обезумевшего Нова вскоре после того, как он стал свидетелем того, как Суспенсор превратился в зомби. Он говорит Нове, что он находится в Забвении, городе прямо внутри отрезанной головы гигантского Небесного. Существа со всей Вселенной приходят в Забвение, ожидая конца Вселенной.
Когда Люминалы приносят что-то в большую коробку, население города должно уйти в подполье. Затем Ксандарианский Мировой Разум сообщает Райдеру, что он расшифровал надпись на стене, что является отсчетом таймера.
Суспенсор атакует их, и он вынужден убить её в целях самозащиты только для того, чтобы её союзники Путеводная звезда, Кратер и Разряд обвинили его в её смерти. Неспособный сражаться с тремя инопланетянами, когда он отступает, он делает открытие говорящей собаки. Тем не менее, Космо приобрел доверие и дружбу Новы, и они отправились на поиски дьявола, ответственного за все недавние смерти в Новом Свете. Космо принес Нове скорость, когда начались события, и Ксандарский Мировой Разум добавил любые данные, которые он имел в своем распоряжении. Космо в основном занимался безопасностью оставшихся граждан Забвения, которые были надежно спрятаны в объемном конверте, который он носил на своем воротнике. Незадолго до того, как Космо и Нова попали в засаду в большем количестве зомби, включая выживших членов бывшей команды Суспензионных Люминалов и решили, что существо, известное как Пропасть стоит за ним. Вместе они отбили атаки, запечатали Бездну в своей тюрьме.
Космо затем наметил курс к месту рождения Фаланги, планете Квч, в надежде, что он сможет найти способ вылечить себя от вируса Трансмод, который медленно убивает его. Тогда тревоги были вызваны, когда убийственные Гамора и Дракс-Разрушитель (теперь под контролем Фаланги) убили многих жителей в поисках Новы. Космо прибыл слишком поздно, чтобы остановить их, прежде чем они смогут следовать по тому же пути, что и Нова через Континуумную Кору.
Во время сюжетной линии The Thanos Imperative истинная природа Разлома начала проявляться и коррумпированные существа Кансеверс начали свое вторжение. Стражи Галактики вместе с Таносом, чтобы остановить злого Лорда Мар-Велла. В конце концов, команда распалась, потеряв Адама Уорлока, Филу-Велла, Дракса и их лидера Звёздного Лорда. Но прежде чем он умер, Звездный лорд дал Космо задачу собрать величайших героев во вселенной, чтобы сформировать группу Аннигиляторов, команда Звездного лорда считала, что должны были быть Стражами Галактики. Космо один за другим убедил Серебряного Сёрфера, Гладиатора, Бета Рэя Билла, Квазара и Ронана Обвинителя объединиться и защитить вселенную вместе, как было окончательное желание Звёздного лорда.
Космо был ранен после захвата «Забвения» Капитаном Скаарном. Скаарн отравил Космо и выстрелил в него чем-то, что ослабило психическую телепатию Космо. Используя Силу Новы, молодой Нова попытался вытолкнуть яд из его тела. В ходе этого процесса он обнаружил, что инородное тело внутри собаки нарушило его психические способности и таким образом спасло жизнь Космо.
Космо рассматривается с несколькими новыми союзниками по защите Забвения, именуемыми Корпусом Забвения. Они помогают ему захватить любящего насилие гангстера по имени Йотат.

## Силы и способности
Космо обладает многочисленными способностями, включая телекинез, телепатию, телепатический плащ, псионический щит, телепатические иллюзии, телепатический камуфляж, телепатическое манипулирование, контроль разума, психический паралич, психическую амнезию, психическое седативное воздействие, псионический взрыв, умственное обнаружение, длительное долголетие и Супер-гениальный интеллект.

## Вне комиксов

### Телевидение
- Космо появляется в мультсериале «Стражи Галактики», озвучен Джеймсом Арнольдом Тейлором в русском акценте. Он впервые появляется в серии Дорога к Забвению, часть 1, где его встречают Дракс Разрушитель, Енот Ракета и маленький Грут. Его история на Земле и его работа в Забвении все ещё остаются нетронутыми. Когда Забвение оживает, Космо улетает с малышом Грутом, чтобы предупредить жителей в то время, когда «Стражи Галактики» сражались с группой Кората Преследователя и Опустошителей Йонду. В эпизоде "Космические ковбои", Космо приветствует Стражей Галактики возвращается в Забвение по мере восстановления Милана, отмечая, что технология в Забвении по-прежнему восстанавливается после атаки Таноса. Он сообщает им, что Коллекционер находится здесь в Забвении. Во время битвы между Стражами Галактики и Опустошителями Мумбаса, Космо связался с Новым Корпусом и поручился за Стражей Галактики, сообщив Романну Дейю, что Коллекционер нанял их, чтобы передать Мумбы Грандмастеру на Соединение.
- Космо имеет не-вокализованный вид в Совершенный Человек-паук против Зловещей шестёрки.[8] Пиратская версия появляется в «Возвращении к паутине». 2, где он является жителем пиратской реальности и помогал пиратским версиям Говарда Утки и Реактивного Енота в восстании против Веб-Борода Пиратского Лорда. Хотя обе стороны были убеждены Человеком-пауком и Кидом Арахнидом, чтобы уладить свои разногласия и помочь победить Кракена.

### Фильмы
- Космо появляется в фильме 2014 года Стражи Галактики который является частью Кинематографической вселенной Marvel, где он является живым экспонатом в музее Коллекционера и освобождается после взрыва, вызванного помощником коллекционера. В сценарии после титров его показывают с выпивающим Коллекционером и Говардом Уткой.
- В фильме «Стражи Галактики. Часть 2», продолжении «Стражей Галактики» 2014 года, Космо снова появляется, но появляется как образ, показанный в конце титров.
- Космо появилась в фильмах «Стражи Галактики: Праздничный спецвыпуск» 2022 года и «Стражи Галактики. Часть 3» 2023 года, где её озвучила Мария Бакалова.

### Видеоигры
- Космо появляется в игре Disney Infinity: Marvel Super Heroes, озвучен Карлосом Алазраки. Как и в комиксах, он является начальником службы безопасности на станции «Забвение».
- Космо появляется как неиграбельный персонаж в игре Marvel: Avengers Alliance перед предстоящим закрытием игры в конце сентября 2016 года.
- Космо появляется как персонаж в игре Lego Marvel Super Heroes 2.
- Космо появляется как неиграбельный персонаж в игре Marvel’s Guardians Of The Galaxy.
- Космо является одной из карт в игре Marvel Snap.